# 정원사 (영화)
《정원사》(프랑스어: Le Jardinier)는 1895년 프랑스의 단편 무성영화로, 루이 뤼미에르가 제작하고 프랑수아 클레르크, 브누아 뒤발이 출연했다. 1895년 6월 10일 처음 상영된 이 작품은 영화사에서 여러모로 의미가 큰 작품으로, 코미디 영화의 시초이자 최초로 허구의 이야기를 다룬 영화, 홍보용 영화 포스터를 활용한 최초의 영화로 기록된다.
《정원사》라는 제목이 널리 알려져 있으나 원제는 자업자득 (L'Arroseur Arrosé →물 뿌리다 물 맞기) 정도로 번역되며, 정원사와 장난꾸러기 (Le Jardinier et le petit espiègle)란 이름으로도 알려져 있다.

## 줄거리
1895년 봄 프랑스 리옹의 어느 정원을 배경으로 촬영된 영화다. 한 정원사가 텃밭에 정원 호스로 물을 주고 있는데, 꼬마가 뒤에서 나타나 물이 흐르는 호스 중간을 밟아 흐르지 않게 만든다. 정원사가 노즐에 문제가 있나 살펴보려고 들여다보는 순간 소년이 호스에서 발을 떼고, 정원사는 물벼락을 맞는다. 기겁한 나머지 모자도 떨어뜨린 정원사는 상황을 알아차리고, 도망가려는 소년을 뒤쫓아가 귀를 붙잡고 엉덩이를 때린다. 카메라 화면은 움직이지 않는다.
영화의 분량이 45초 남짓에 불과하고, 영상 속 슬랩스틱도 간단하지만, 후대 모든 코미디 영화의 선구자가 되었다는 점에서 큰 의의가 있다. 뤼미에르 형제는 1년 뒤인 1896년에도 같은 이야기의 영화를 한번 더 제작했는데, 꼬마를 10대 소년으로 바꾸고 엉덩이를 때리는 것을 발로 걷어차는 것으로 바꿨다.

## 제작
초창기 영화의 역사에서 영화란, 영화 그 자체의 발명품이 얼마나 참신한지를 보여주기 위해 제작되는 경우가 많았고, 대부분의 영화는 일상적인 풍경을 짤막하게 찍은 것에 지나지 않았다. 영화의 개척자였던 토마스 에디슨이나 뤼미에르 형제도 각각 재채기하는 모습이나 열차가 도착하는 풍경을 찍는 것으로부터 시작했다. 하지만 그 이상의 혁신을 추구했던 뤼미에르 형제는 《정원사》를 제작하며 비로소 내러티브를 지닌 영화에 첫발을 내딛게 되었다. 이때까지만 해도 다큐멘터리적 성격이 강했던 기존 영화들을 감안하면, 각본 있는 코미디 영화는 관객들로서는 예상치 못한 물건이었으며 웃음과 놀라움의 정도를 더했다.
뤼미에르 형제가 초창기에 찍었던 여느 영화처럼 영사기와 촬영기를 겸한 시네마토그래프로 촬영하였으며, 35mm 필름에 화면비는 1.33:1로 제작되었다. 1895년 12월 28일 프랑스 파리의 카푸신 대로 14번지 그랑 카페에서 뤼미에르 형제가 처음으로 선보인 시네마토그래프 유료 상영회에서 선보였던 단편 영화 10편 중 하나이기도 하다.
작중 등장인물 중 정원사 역에는 실제 루이 뤼미에르의 정원사였던 프랑수아 클레르크 (François Clerc)가 출연했다. 장난꾸러기 소년은 뤼미에르 영화공작소에서 일하던 어린 견습목수로, 1881년생이며 다니엘 뒤발 (Daniel Duval) 내지는 브누아 뒤발 (Beoît Duval)이란 이름으로 여러 작품에 출연했다. 하지만 해당 역할을 맡은 소년의 본명이 레옹 트로토바 (Léon Trotobas)라는 설도 있다.

## 홍보와 유산
본 문서의 이해를 돕기 위한 비자유 그림이 있습니다. 
링크의 파일을 직접 올려 주세요
《정원사》의 홍보 포스터는 개별 작품을 홍보한 최초의 영화 포스터로 여겨진다. 상영회를 홍보하기 위한 포스터 자체는 일찍이 1890년부터 제작되어 왔지만, 작품 자체보다는 영화의 질을 묘사하거나 기술력을 자랑하기 위한 것이 대부분이었다. 마르셀랭 오졸이 그린 《정원사》의 포스터는 관객이 스크린에 영사된 영화를 보고 한바탕 웃는 풍경을 그려냈다. 스크린 속에는 정원사가 얼굴에 물을 맞는 모습을 정확히 묘사하고 있어, 실제 영화작품의 한 장면을 그려낸 최초의 영화 포스터로도 기록되고 있다.
당시만 하더라도 영화는 부상한 지 얼마 되지 않은 시각예술이었기 때문에 관련 저작권법이 미비했다. 그래서 인기 있는 단편영화를 베껴서 찍거나, 필름본을 무단으로 복사해 배급하는 일이 잦았다. 이 때문에 《정원사》는 프랑스와 미국을 가리지 않고 수 차례 복제되었으며 또 여러 가지 제목으로 상영되었다. 이 중에는 심지어 뤼미에르 형제 스스로가 다시 리메이크한 필름도 존재한다. 이들 복제본에 대해선 대부분 그 행방은 물론 알려진 것도 적지만, 조르주 멜리에스의 1896년 작품 《물 뿌리는 사람》 (L'Arroseur)가 유명하다. 영국에서도 1899년 《제 꾀에 넘어가다》 (The Biter Bit)라는 이름으로 똑같은 이야기의 영화가 제작되었다. 훗날 1958년 프랑스의 누벨바그 감독 프랑수아 트뤼포도 《개구쟁이들》 (Les Mistons)에서 같은 개그를 오마주하기도 했다.
뤼미에르의 모든 작품과 마찬가지로 촬영된 지 100년이 넘은 영화인 만큼 퍼블릭 도메인으로 저작권이 소멸되었기에 유튜브 등지의 인터넷상에서 감상할 수 있다.

## 같이 보기
- 개그